# أنتوني ريد روز
أنتوني ريد روز (بالإنجليزية: Anthony Red Rose)‏ هو مغني جامايكي، ولد في 19 ديسمبر 1962 في كينغستون في جامايكا.

## وصلات خارجية
- أنتوني ريد روز على موقع ميوزك برينز (الإنجليزية)
- أنتوني ريد روز على موقع أول ميوزيك (الإنجليزية)
- أنتوني ريد روز على موقع ديسكوغز (الإنجليزية)